# Wesoła (Łęka Opatowska)
Pour les articles homonymes, voir Wesoła (homonymie).
Wesoła est une localité polonaise de la gmina de Łęka Opatowska, située dans le powiat de Kępno en voïvodie de Grande-Pologne.